# Artemidoro (rey)

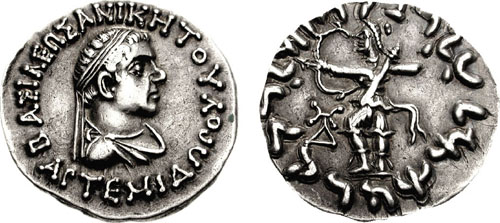
Moneda de Artemidoro

Artemidoros Aniketos (Griego: Ἀρτεμίδωρος ὁ Ἀνίκητος; el epíteto significa el Invencible) fue un rey que gobernó en el área de Gandhara y Pushkalavati en el norte de Pakistán moderno y Afganistán.

## Un hijo de Maues
Artemidoro tiene un nombre griego, y tradicionalmente ha sido visto como un rey indogriego. Sus monedas generalmente presentan retratos de Artemidoro y deidades helenísticas propias de los gobernantes indogriegos, pero en una moneda descrita por el numismático R. C. Sénior, Artemidoro reclama ser hijo del rey indoescita Maues. Esto no sólo permite una datación más cercana de Artemidoro; también derrama luz nueva en las identidades étnicas transitorias durante el declive del reino indogriego.
Mientras Maues era «Gran Rey de Reyes», Artemidoro sólo se llamó a sí mismo, rey; parece como si sólo gobernase una parte más pequeña de los dominios de su padre. Fue desafiado o gobernó en tándem con otros reyes, como Menandro II, cuyas monedas han sido encontradas junto a las suyas, y Apolodoto II.

## Tiempo de reinado
Bopearachchi Ha sugerido una fecha de c. 85-80 a. C., pero esto era antes de la aparición de la moneda de Maues. La datación de Senior es más ancha, c. 100–80 a. C., porque ha dado a Maues una fecha más temprana.

## Monedas
Durante la década de 1990 aparecieron varios tipos nuevos de monedas de Artemidoro, de calidad variable. R. C. Sénior ha sugerido que Artemidoro confió mayoritariamente en cecas provisionales, quizás porque mantuvo ciudades pequeñas. Todas sus monedas son indias bilingües.
Plata:
Anverso: busto del rey con diadema o casco. Reverso: Artemis mirando a izquierda o derecha, Nike mirando a izquierda o derecha, o rey a caballo.
Artemisa, diosa epónima de la caza, utilizando un arco curvo, que puede haber sido propio de las tribus Scythian y apoya su afiliación con ellos.
Bronce:
Artemisa / toro jorobado o Artemisa / león.